# Etnoarqueologia
L'Etnoarqueologia és una disciplina que s'encarrega de fer estudis de cultura material de comunitats preindustrials contemporànies, amb una visió eminentment arqueològica. Es diferencia, doncs, de l'Etnografia o l'Antropologia pel seu enfocament, mètodes i propòsits, lligats a l'Arqueologia.

## Història del terme
Jesse W. Fewkes, el 1900, va ser el primer a usar la paraula per referir-se a les seves intents d'identificar en els jaciments Hopi, estris associats pels Hopi actuals a determinats ritus. Simultàniament, els etnògrafs van començar a interessar-se pels objectes quotidians de les societats no-occidentals. Entre aquests, August Pitt-Rivers va ser un dels impulsors a donar cabuda a la cultura material en els estudis antropològics a principis de segle. També Marcel Mauss va tenir un paper important, ja que va posar als estudis de cultura material en un pla central de la investigació etnogràfica, quan es va referir a les dificultats de l'enquesta etnogràfica, va proposar a la col·lecció d'objectes com una de les maneres de superar-les: "L'objecte és en molts casos, la prova millor d'un fet social, i un catàleg d'instrumental màgic és un dels millors mitjans per elaborar una bona classificació de ritus." A Amèrica del Sud altres investigadors també ho van fer molt aviat com per exemple Theodor Koch-Grünberg en les seves investigacions entre els indígenes amazònics durant 1902 i 1903
Oswalt i VanStone usar novament el nom Etnoarqueologia per referir-se a la informació oral sobre la cultura material en un jaciment esquimal ocupat entre 1840 i 1910. En general entre 1956 i finals dels 60 's'observa un creixent ús de la informació etnogràfiques amb fins d'interpretar millor el registre material del passat i es comencen a fer les primeres recol·leccions de dades actuals des d'una mirada arqueològica. En aquest temps encara no havia investigadors que es cridessin a si mateixos etnoarqueólogos.
Amb l'adveniment de l'anomenada "arqueologia processual" va ser L. R. Binford qui va començar a interessar en el tema de manera sistemàtica en l'analogia etnogràfica en el seu treball pioner Smudge Pits and Hide Smoking: The Use of Analogy in Archaeological Reasoning. Posteriorment, Binford, en 1978, va desenvolupar teòrica i conceptualment el seu enfocament etnoarqueológico en Nunamiut Ethnoarchaeology. Aquests aportacions juntament amb els de Yellen i Gould assentar les bases metodològiques de la Etnoarqueologia dins del paradigma processual i transformar a la subdisciplina en una de les productores més importants de models per alimentar la teoria de rang mitjà.
La Etnoarqueologia contemporània va sorgir com a resultat directe de la valoració dels estudis actualísticos i l'optimisme en el potencial d'aquests per explicar el registre arqueològic. És per això que des de finals dels 70 i sobretot, des dels '80 van començar els estudis específics sobre societats vives efectuats per arqueòlegs. D'aquesta manera es plantejava una cosa nova que era buscar principis generals que connectessin el comportament humà amb la cultura material i obtenir conclusions que no depenguessin exclusivament del camp teòric de l'antropologia sociocultural. L'optimisme inicial de l'arqueologia de procediment creença que la conducta humana estava subjecta a lleis (més o menys similars a les de la biologia) impregnar a la Etnoarqueologia i dirigir el debat conceptual d'aquesta en els anys 70 '. Durant aquests primers anys de la subdisciplina, també existia el convenciment subjacent que es podrien generar lleis universals que relacionessin la conducta humana amb les restes materials i de fet es va suposar que juntament amb l'arqueologia experimental seria la principal font per a la producció d'aquesta lleis.
El 1980 la Etnoarqueologia va ampliar el seu enfocament i començar també a ser desenvolupada des del postprocesualismo, però de manera diferent. En part, aquests nous desenvolupaments ja havien estat anticipats per Gould. Des del postprocesualisme s'expandeix el rang d'interès de la Etnoarqueologia sobretot perquè amplia la seva orbita més enllà dels aspectes tecnoeconòmics i apunta a l'enteniment de nivells majors de complexitat, intentant discernir els correlats materials dels aspectes cognitius. socials i ideològics. Dins d'aquest nou marc conceptual la Etnoarqueologia no s'interessa per "explicar" en el sentit processual del terme (és a dir entendre l'observació o procés com a resultat d'una llei o algun altre model teòric universal) sinó que tracta d'interpretar el significat per a la societat que el va produir.
Ja en la dècada dels 90 'els estudis etnoarqueològics es van multiplicar i van abordar l'estudi de tota mena de societats. Les preguntes es van diversificar i en totes les grans regions del món es van muntar projectes etnoarqueològics de llarg abast. En aquesta dècada s'evidencien clarament les dues posicions de les dècades anteriors i encara que els enfocaments postprocesuales es van popularitzant, un important nombre de etnoarqueolegs considera que la producció de lleis o "lawlike propostions" són objectius possibles i necessaris per a l'arqueologia i la Etnoarqueologia.

## L'Etnoarqueologia
L'Etnoarqueologia ha estat entesa i definida de diverses maneres i s'han proposat també altres vocables com a sinònims com ara "arqueologia viva", "etnografia arqueològica" o "arqueoetnografía". Actualment es disposa d'una varietat de definicions, entre les més simples estan la de MacEachern que proposa que és "... la intesección de gent vivent i les construccions arqueològiques" oa la de Hanks que expressa que és "l'aplicació de mètodes arqueològics a les dades etnogràfiques".
En general, la Etnoarqueologia és entesa avui en dia com una subdisciplina de l'arqueologia. L'Arqueologia i Antropologia poden ser considerades "mares" de la Etnoarqueologia, encara que és obvi que el desenvolupament d'aquesta es dona gairebé exclusivament dins el camp de l'arqueologia. Això no només aquesta relacionat al fet que els arqueòlegs són qui fan Etnoarqueología, sinó que són gairebé els únics que la consumeixen.
En el seu ús corrent és considerada com una metodologia d'obtenció de dades de societats vives, però des d'una perspectiva arqueològica i sobretot, prestant especial atenció als derivats materials de les conductes humanes. Per tant, aquesta estratègia d'investigació implica treball de camp, fonamentalment (encara que no exclusivament) mitjançant l'observació participant. Sens dubte, les dades provinents d'investigacions etnogràfiques i dels documents històrics són de gran utilitat per a la interpretació arqueològica i poden servir per a la formulació i el testeig d'hipòtesis així com per proveir fonts d'analogia, però en la gairebé totalitat dels casos no tenen d'informació sistemàtica i controlada sobre els productes materials de les conductes a què fan referència. L'estratègia de recerca utilitzada és l'ús complementari de fonts etnohistóricas i d'informació arqueològica però no la generació de models que articulin les conductes de societats contemporànies amb els seus derivats materials i amb la interpretació del registre arqueològic.

## Camps de l'etnoarqueologia
Hi ha almenys tres camps on la etnoaqueología té utilitat per interpretació arqueològica. Per descomptat, aquests camps no són compartiments tancats, ja que es troben interconnectats amb àmplies interfícies. Aquests són:
1. Cerca relacions recurrents entre la conducta humana i cultura material. Aquest és el sentit més usual dins de la Etnoarqueologia contemporània i és probablement dins d'aquest camp s'inscriuen els objectius de la immensa majoria dels projectes actuals. Aquest objectiu està relacionat directament amb la construcció de la teoria de rang-mig en el sentit de Binford[19] "per establir relacions no-ambigües de causa-efecte entre els causals dinàmics i els derivats estàtics".
2. Generar models i proposar els seus derivats materials contextualitzats dins dels ordres socials, abordant sistemes més complexos. En aquest cas la Etnoarqueologia apunta a la comprensió de la conducta humana contextualitzada dins de l'esfera social i apunta a entendre els condicionants culturals específics de cada societat. Des d'aquesta aplicació la Etnoarqueologia no només aborda la relació entre la conducta humana i els seus derivats materials en situacions en les quals les variables tinguin un control ajustat, sinó que integra això a nivells més complexos de les societats la dimensió material no és tan directa i la seva detecció no és òbvia (per exemple la relació entre els recursos i la mobilitat o entre el parentiu i la producció ceràmica).[20]
3. Per entendre i explorar altres formes de pensament. Dins d'aquest camp es busca abordar patrons de racionalitat diferents a l'occidental. En aquesta última aplicació de la Etnoarqueologia la correlació amb cultura material passa a un segon pla, ja que es pretén entendre altres formes de pensament i lògiques diferents, més enllà dels seus correlats materials.[21] Aquest tipus d'aplicació es basa l'assumpció que determinats patrons de racionalitat del present poden lliurar claus per entendre com operaven alguns d'aquests en el passat. Òbviament no es tracta d'entendre en profunditat pautes de pensament ja extingides, però si de detectar algunes claus del seu funcionament i de discernir en els casos que sigui possible, com i que factors ideològics i socials (a més dels tecnoeconòmics) van actuar en la configuració del registre material.

A més d'aquests tres camps d'aplicació, que no es comporten com camps aïllats, un servei principal de l'etnoarqueologia és sensibilitzar els arqueòlegs cap a altres formes de pensament i de conceptualització de la realitat, que encara que diferents, tenen alguns elements comuns amb les societats indígenes del passat. D'aquesta manera, més enllà de la informació etnoarqueològica que un investigador pugui obtenir en el camp, l'experiència etnogràfica permet ampliar l'horitzó creatiu de l'arqueòleg, el qual es converteix en una eina poderosa per interpretar el registre arqueològic.
Finalment, un servei significatiu de la Etnoarqueologia ha estat el de contribuir a la reconceptualització de la cultura material. Aquesta aportació, juntament amb la important producció francesa en teoria social han estat els pilars que van fundar els enfocaments moderns de l'arqueologia postprocesual.